# Mairubaratza

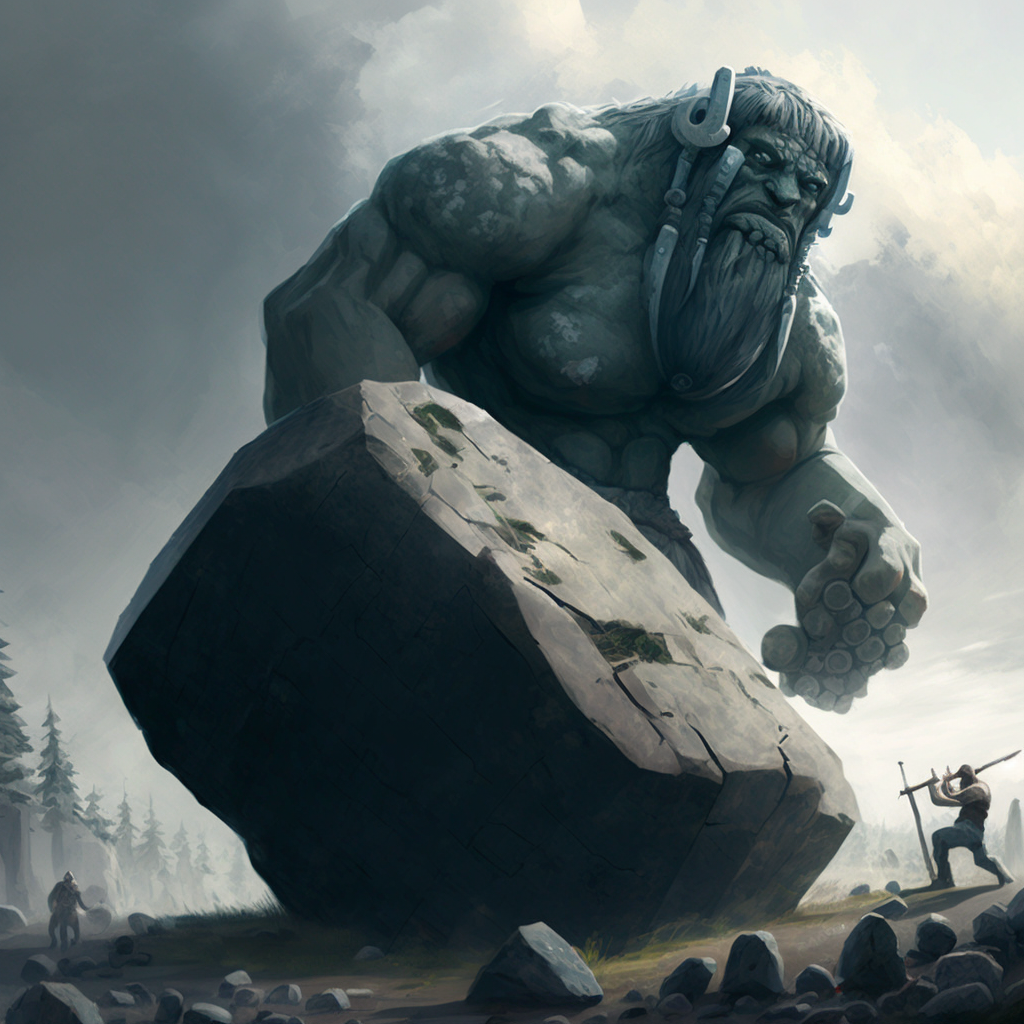
Un Jentil ou Mairu créant un harrespil à la suite de la mort de l'un des leurs.

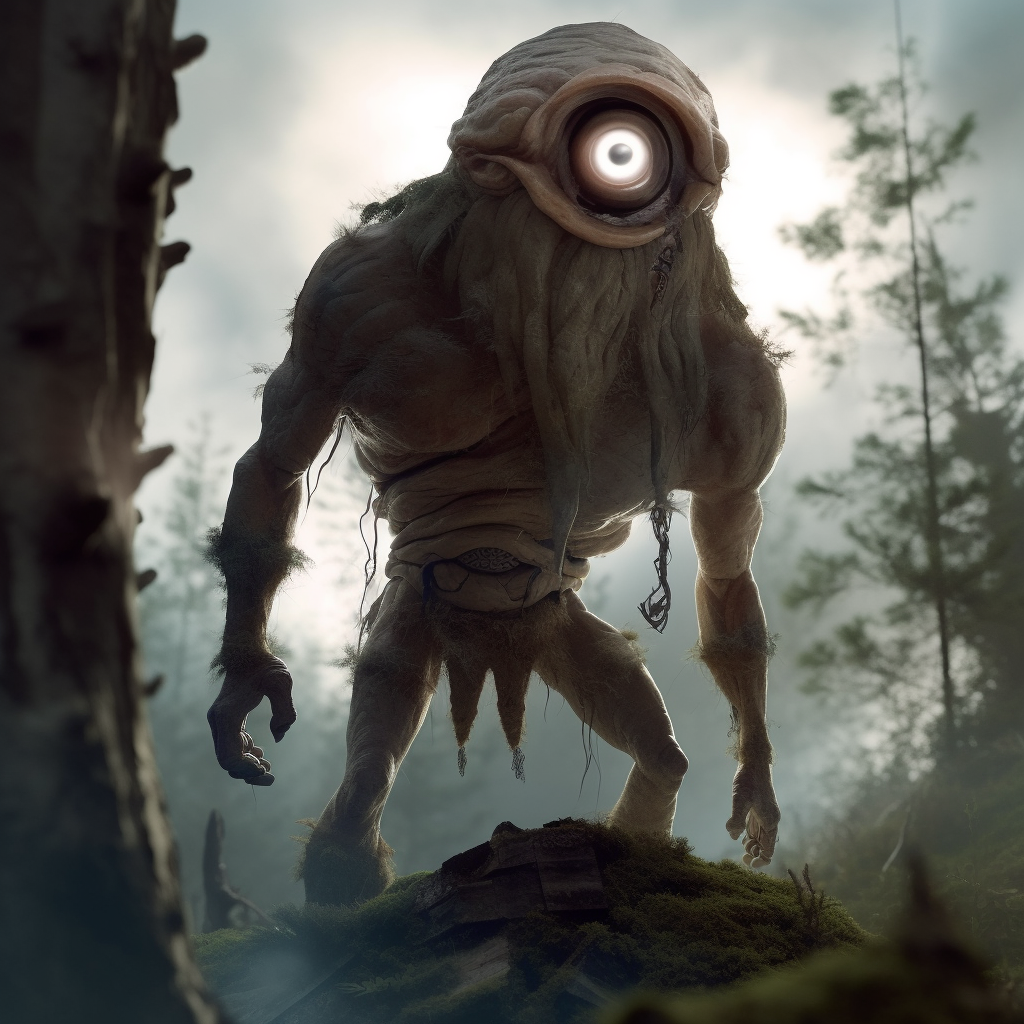
Tartalo.

Mairubaratza ou Jentilbaratza est le mot basque désignant le « jardin de Mairu » ou le  « jardin des Jentilak » (gentils dans le sens « païens ») dans la mythologie basque. Ce n'est pas un jardin comme on l'entend, mais plutôt un harrespil, un cimetière de l'ère mégalithique, un monuments de l'âge du fer. C'est un nom basque, pouvant être traduit par « cercle de pierres », donné aux petits cromlechs qui abondent sur les reliefs du Pays basque.
Jentilbaratza ou Artxabaleta gaina est au le nom propre un petit sommet de la montagne à Aitzarte, à une hauteur de 457 mètres. Il s'y trouvait une petite forteresse. C'est un endroit très populaire, en raison de sa légende locale.

## Étymologie
Mairubaratza vient de Mairu (« génie, Lamina ») et Baratz signifie « jardin » en basque. Le suffixe a indique l'article : baratza se traduit par « le jardin ». Dans le langage actuel, baratz signifie jardin mais autrefois il a pu désigner le mot cimetière. On appelle ainsi ortu santu (jardin saint), bien que ce dernier ressemble à l'orthographe espagnole plus qu'au basque. Il s'agit en fait d'une forme "latinisée".

## Légende
Les derniers Jentilak vivaient dans un Jentilbaratza . Un jour, dans le ciel, ils virent un nuage lumineux. Bientôt, ils se rendirent compte que ce brouillard annonçait la naissance de Kixmi. Cela indiquait également la fin de l'ère des Jentilak . Tous les Jentilak se sont enfuis. Certains se sont enterrés à l'intérieur des dolmens appelés Jentilarri. Les autres, par contre, se sont jetés en bas de la colline. Il n'en restait plus qu'un: Olentzero. Ce dernier descendit à la ville pour annoncer aux gens la naissance de Jésus.
Selon la tradition locale à Ataun, le château de Jentilbaratza a été construit par un maçon jentil nommé Tartalo, et c'est l'endroit où l'on pense que sont enterrés des Jentilak. La légende la plus citée dans les textes, rapportée par Barandiaran, fait référence aux visites des Jentilak de Jentilbaratza à la ferme d'Agerre.

## Différents lieux

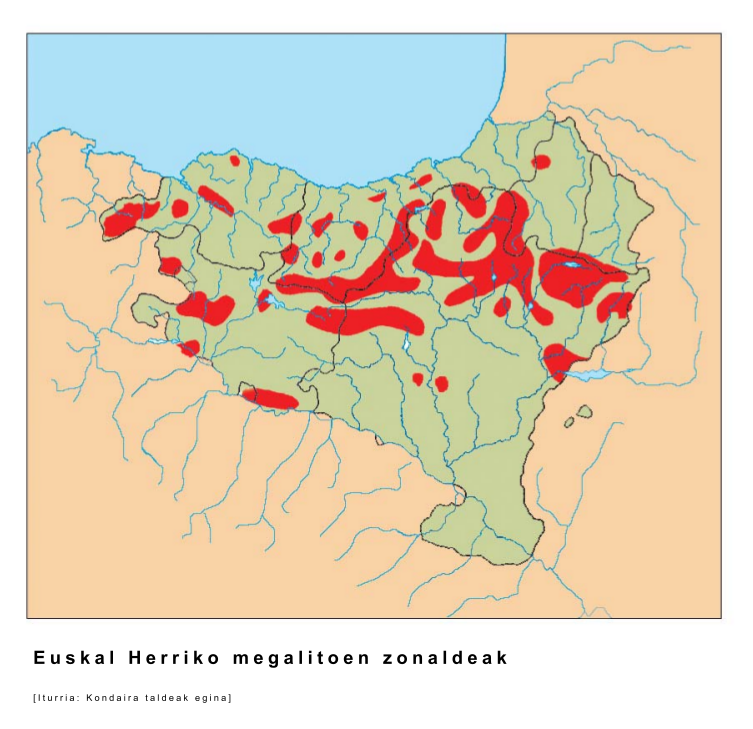
Lieux mégalithique au Pays basque.

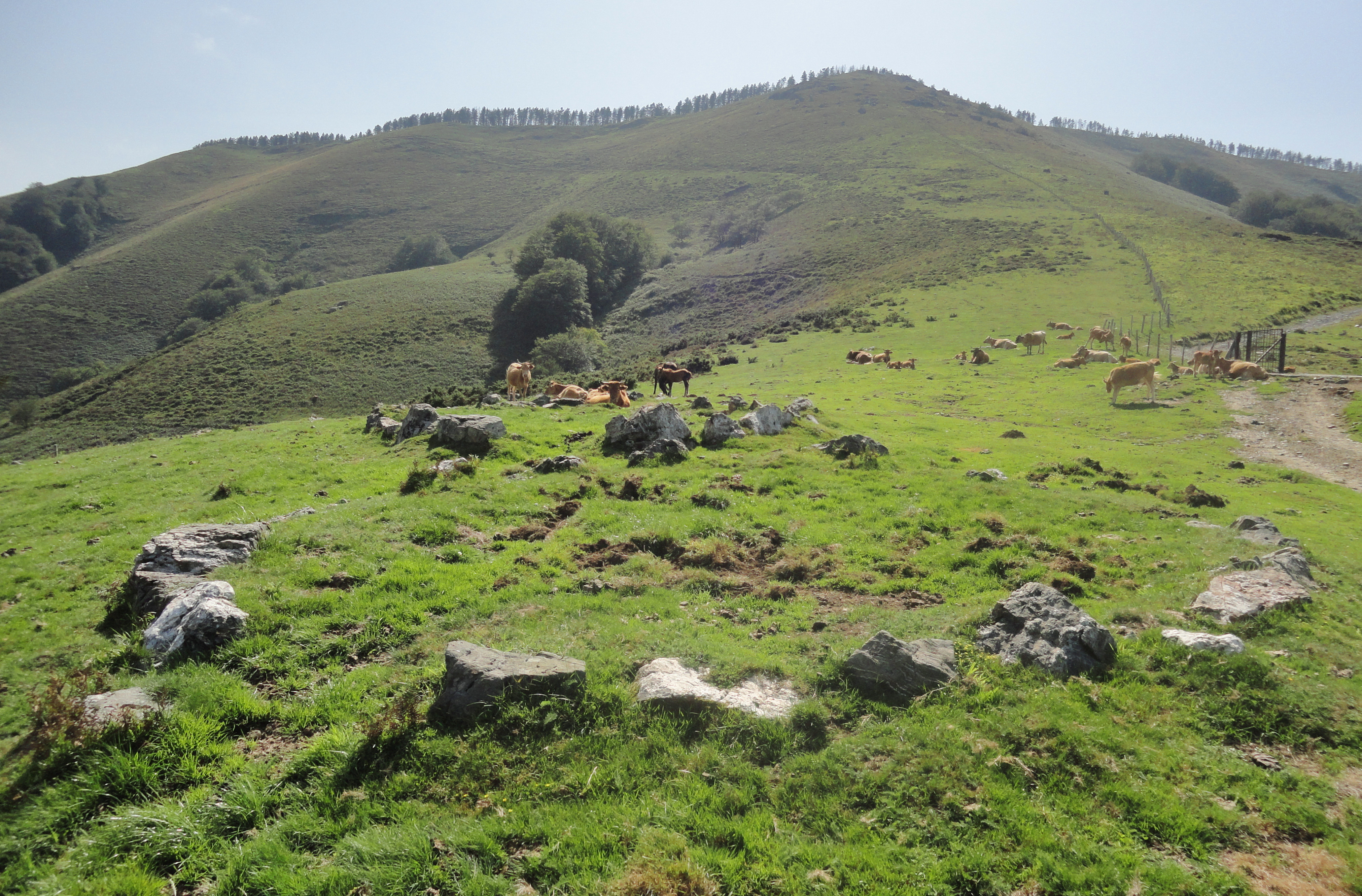
Un Mairubaratza ou Jentilbaratza, un cercle de pierre.

Les dolmens et cromlechs sont des sépultures utilisées dans certaines périodes de la préhistoire y compris après. Les cendres de cadavres s'enterraient dans l'intérieur des cromlechs après les avoir mis dans des urnes ou vases. On retrouve les mots Mairubaratza et Jentilbaratza à plusieurs endroits.
À Oiartzun (Guipuscoa), on désigne par Mairubaratza (jardin de Mairu), un cromlech.

### Le château de Jentilbaratza
Le château de Jentilbaratza se situait au sommet d'une montagne pointue et longue au-dessus du canyon d'Arrateta, au début de la chaîne de montagnes d'Hartxabaleta à 457 mètres d'altitude.
Le château contrôlait l'étroit passage d'Arratet et la route menant aux prairies du massif d'Aralar. De là, le chemin inférieur menait à une route médiévale principale, la route d'Enirio qui passe près du château d'Ausa. Au début, la tâche principale du château semble avoir été de s'occuper du bétail et des pâturages, mais comme c'était l'un des châteaux qui se trouvait sur la frontière entre le Guipuscoa et la Navarre, la soi-disant "frontière criminelle", le château s'est vu confier des tâches de combattre les voleurs de bétail et les bandits des deux côtés de la frontière. C'était un château frontalier du XIIIe siècle. À plus d'une occasion, les autorités de Navarre et du Guipuscoa ont assisté à des réunions et ont souvent travaillé ensemble contre les voleurs, comme lors des sièges de la tour Larrea à Lazkao ou Amasa.
Alphonse VIII, en 1204, craignant de tomber malade et de mourir, rédigea un testament dans lequel il promettait de restituer certaines des propriétés prises au roi de Navarre, mais il ne les remplit pas intégralement. Le château d'Ataun n'est pas mentionné, mais XIIIe siècle, il est de nouveau sous le contrôle du roi de Navarre, probablement à partir de la deuxième décennie, avec le château d'Ausa.
Depuis lors, c'est un château frontalier, et il était rattaché à Pampelune. Les problèmes frontaliers ont rapidement commencé et les vols, les meurtres, les incendies et les actes de violence ont abondé. Le 1er mai 1261, les représentants des deux royaumes se réunissent à Eznate. Les plaintes et les revendications présentées par les habitants d'Alava et du Guipuscoa, ont été incluses dans le document écrit. Dans l'une de ces accusations, il est dit que vingt-six porcs abattus ont été emmenés au château d'Ataun et y ont été mangés. En particulier, les habitants du Guipuscoa ont dénoncé l'utilisation des châteaux royaux d'Ataun, Ausa et Gorriti, car ils les considéraient comme un point de départ et un refuge pour les vols.Mais l'inverse s'est également produit, les Navarrais sont également entrés en Alava et au Guipuscoa pour commettre des vols.
En 1279, les habitants du Guipuscoa assiègent le château, mais les Navarrais reçoivent de l'aide d'autres endroits et organisent une attaque. Dans les comptes de 1280, il apparaît qu'ils ont fait un paiement de quatre livres et dix sous. À la suite d'une visite d'inspection en 1294, nous savons que le château a brûlé. Un autre siège important eut lieu en 1335, organisé par Martin Perez Lazkao, les habitants de Segura et les Anaidia. Ils auraient enlevé trente et un bovins et quelques ânes avant de lever le siège.
Dans les années de Charles II (1349-1387), le Royaume de Navarre a commencé le processus de transformer les nobles du Guipuscoa, qui étaient des voleurs, en gardes-frontières, afin de réduire les tracas.
En 1378, sur ordre du roi, et après la guerre contre la Castille, le château d'Ataun fut rasé, car il ne servait plus à rien. L'emplacement de la forteresse nous est parvenu sous le nom de Jentilbaratza, et il n'est pas surprenant que les légendes sur les Jentilak se trouvent à cet endroit.